# Never Worn White
«Never Worn White» (с англ. — «Никогда не носила белое») — песня, исполненная американской певицей и автором Кэти Перри и вышедшая 5 марта 2020 года на лейбле Capitol Records.
«Never Worn White» это «энергичная» фортепианная баллада с «изящной» постановкой и «душевным» припевом.
В официальном музыкальном видео, премьера которого состоялась вместе с песней, Перри поочередно показана в белом платье и в изящном платье из цветов, когда она исполняет песню. В конце видео Перри демонстрирует свой увеличенный живот, показывая тем самым беременность от свою жениха английского киноактёра Орландо Блума. За первые 24 часа клип получил 10,5 миллионов просмотров на YouTube.

## Чарты
| Чарт (2020)                                | Высшая позиция |
| ------------------------------------------ | -------------- |
| Бельгия/Фландрия (Ultratip Bubbling Under) | 25             |
| Канада (Billboard Canadian Hot 100)        | 95             |
| Хорватия (HRT)                             | 78             |
| Венгрия (Single Top 40)                    | 39             |
| Ирландия (IRMA)                            | 85             |
| Новая Зеландия (RMNZ Hot Singles)          | 12             |
| Шотландия (OCC Scotland)                   | 46             |
| Великобритания (OCC UK Singles)            | 97             |
| США (Billboard Bubbling Under Hot 100)     | 12             |
| США (Billboard Digital Song Sales)         | 21             |

## История релизов
| Регион    | Дата         | Формат                      | Лейбл     | Ссылка |
| --------- | ------------ | --------------------------- | --------- | ------ |
| Мир       | 5 марта 2020 | цифровая загрузка, стриминг | Capitol   | [ 18 ] |
| Австралия | 6 марта 2020 | Contemporary hit radio      | Capitol   | [ 19 ] |
| Италия    | 6 марта 2020 | Contemporary hit radio      | Universal | [ 20 ] |